# Sarcolobus hullsii
Sarcolobus hullsii är en oleanderväxtart som först beskrevs av Ferdinand von Mueller och George Bentham, och fick sitt nu gällande namn av P.I. Forster. Sarcolobus hullsii ingår i släktet Sarcolobus och familjen oleanderväxter. Inga underarter finns listade i Catalogue of Life.